# Liste der Stolpersteine in Bad Rodach

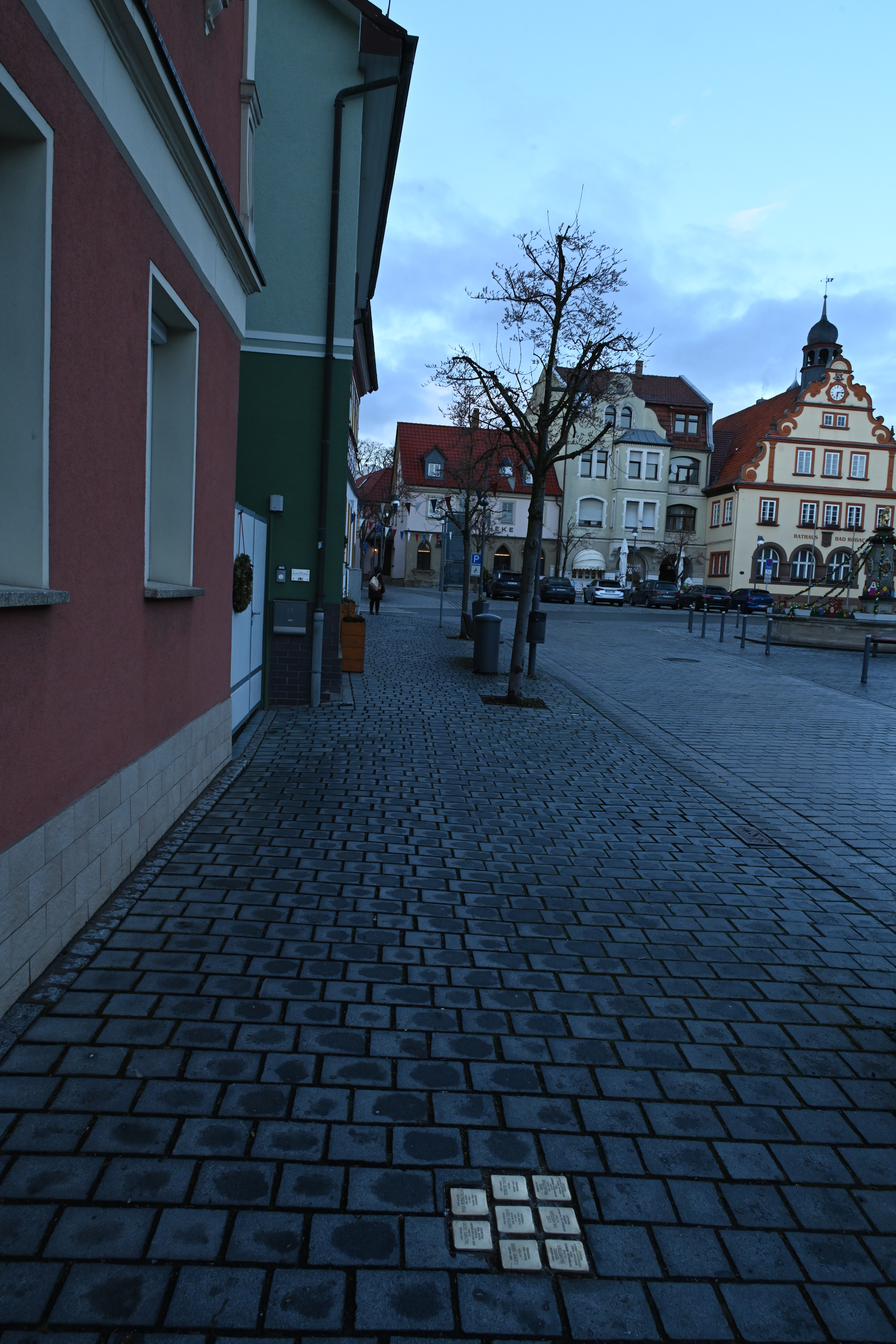
Die Stolpersteine von Bad Rodach

Die Liste der Stolpersteine in Bad Rodach enthält die Stolpersteine, die im Rahmen des gleichnamigen Kunst-Projekts von Gunter Demnig in Bad Rodach verlegt wurden. Stolpersteine erinnern an das Schicksal der Menschen, die von den Nationalsozialisten ermordet, deportiert, vertrieben oder in den Suizid getrieben wurden. Sie liegen im Regelfall vor dem letzten selbstgewählten Wohnsitz des Opfers.

## Liste der Stolpersteine
In Bad Rodach wurden acht Stolpersteine an einer Adresse verlegt.
| Stolperstein | Inschrift | Verlegeort | Name, Leben                              |
| ------------ | --- | ---------- | ---------------------------------------- |
|              | HIER WOHNTE KONRAD BALMBERGER JG. 1889 UNFREIWILLIG VERZOGEN KÖLN BERUFLICH DURCH DEUTSCHLAND GEREIST ÜBERLEBT         | Markt 8 ·  | Konrad Balmberger (1889–)                |
|              | LUISE BALMBERGER JG. 1931 VERSTECKT IM PFARRHAUS POKRENT ÜBERLEBT                                                      | Markt 8 ·  | Luise Balmberger (1931–)                 |
|              | HIER WOHNTE MARIE BALMBERGER GEB. SACHS JG. 1901 UNFREIWILLIG VERZOGEN KÖLN STÄNDIG DURCH DEUTSCHLAND GEREIST ÜBERLEBT | Markt 8 ·  | Marie Sachs, geborene Sachs (1901–)      |
|              | HIER WOHNTE LUDWIG SACHS JG. 1894 FLUCHT 1936 KOLUMBIEN                                                                | Markt 8 ·  | Ludwig Sachs (1894–)                     |
|              | HIER WOHNTE MARTHA SACHS GEB. SCHLOSS JG. 1903 FLUCHT 1936 KOLUMBIEN                                                   | Markt 8 ·  | Martha Sachs, geborene Schloss (1903–)   |
|              | HIER WOHNTE ROSA REGINA SACHS GEB. KOHN JG. 1869 FLUCHT 1936 KOLUMBIEN                                                 | Markt 8 ·  | Rosa Regina Sachs, geborene Kohn (1869–) |
|              | HIER WOHNTE SALOMON SACHS JG. 1864 1938 HAUS UND GESCHÄFT 'ARISIERT' FLUCHT 1939 KOLUMBIEN                             | Markt 8 ·  | Salomon Sachs (1864–)                    |
|              | HIER WOHNTE SIGMUND SACHS JG. 1896 FLUCHT 1937 KOLUMBIEN                                                               | Markt 8 ·  | Sigmund Sachs (1896–)                    |

## Verlegedatum
- 23. November 2022